# Predgornye
Predgornye är en sjö i Antarktis. Den ligger i Östantarktis. Australien gör anspråk på området. Predgornye ligger 510 meter över havet.